# РК Раднички Крагујевац
Рукометни клуб Раднички је рукометни клуб из Крагујевца, Србија. Клуб је део Спортског привредног друштва Раднички, а тренутно се такмичи у Суперлиги Србије.

## Историја
Клуб је основан 1964. године, а прву званичну утакмицу одиграо је против РК Борац из Параћина и победио са 22:9. 9. августа 1965. на Пиварском брду изграђен је први рукометни терен у Крагујевцу, а током сезоне 1972/73. постављена је и расвета. 
Клуб се у сезони 1967/68. спојио са РК „Студент“, а већ у сезони 1968/69. је заузео прво место и пласирао се у Јединствену српску лигу. Клуб се по први пут пласирао у Другу савезну лигу Југославије у сезони 1976/77, али је поново испао у Јединствену српску лигу у сезони 1978/79. Од 1982. до 1990. клуб се такмичио у Међурепубличкој лиги (осим сезоне 1984/85.), а након укидања Међурепубличке лиге од сезоне 1990/91. клуб је наставио такмичење у Српској лиги Запад.
У сезони 2006/07. Раднички је освoјио 2. место у Првој лиги Србије и постигао је највећи успех у историји клуба пласманом у Суперлигу Србије. Од тада се клуб такмичи у Суперлиги, а највећи успех је постигао у сезони 2009/10. освајањем 5. места, чиме је клуб по први пут обезбедио место у неком европском такмичењу. Прво европско такмичење у којем је клуб заиграо је Челенџ куп, а Раднички је стигао до четвртфинала, где је у двомечу била боља Бенфика (29:28; 21:29). У истој сезони клуб је наставио са добрим резултатима и сезону завршио на 5. месту Суперлиге, а већ наредне сезоне 2011/12. завршио је две степенице изнад, на 3. месту, што је најбољи резултат у клупској историји.
Уследила је промена те се сада Раднички зове СПД Раднички (Спортско привредно друштво). Такмиче се у АРКУС лиги и у сезони 2020/2021 заузели су 7. место. 